# William Cochran (fizik)
William Cochran, škotski fizik, * 30. julij 1922, † 28. avgust 2003.

## Priznanja

### Nagrade
- Hughesova medalja (1978)
- Medalja Howard N. Pottsa (1978)